# لامبانغ (محافظة)
لامبانغ أو تنطق شنغ ماي (بالتايلندية: ลำปาง)(بالإنجليزية: Lampang)‏ هي إحدى محافظات تايلاند، تقع في شمالي تايلاند. تحدها محافظات تشيانغ ري، فاياو، فراي، سوكوتاي،تاك، لامفون، وتشيانغ مي، الاسم القديم لمحافظة لامبانغ هو كيلانغ ناخون.

## الجغرافيا

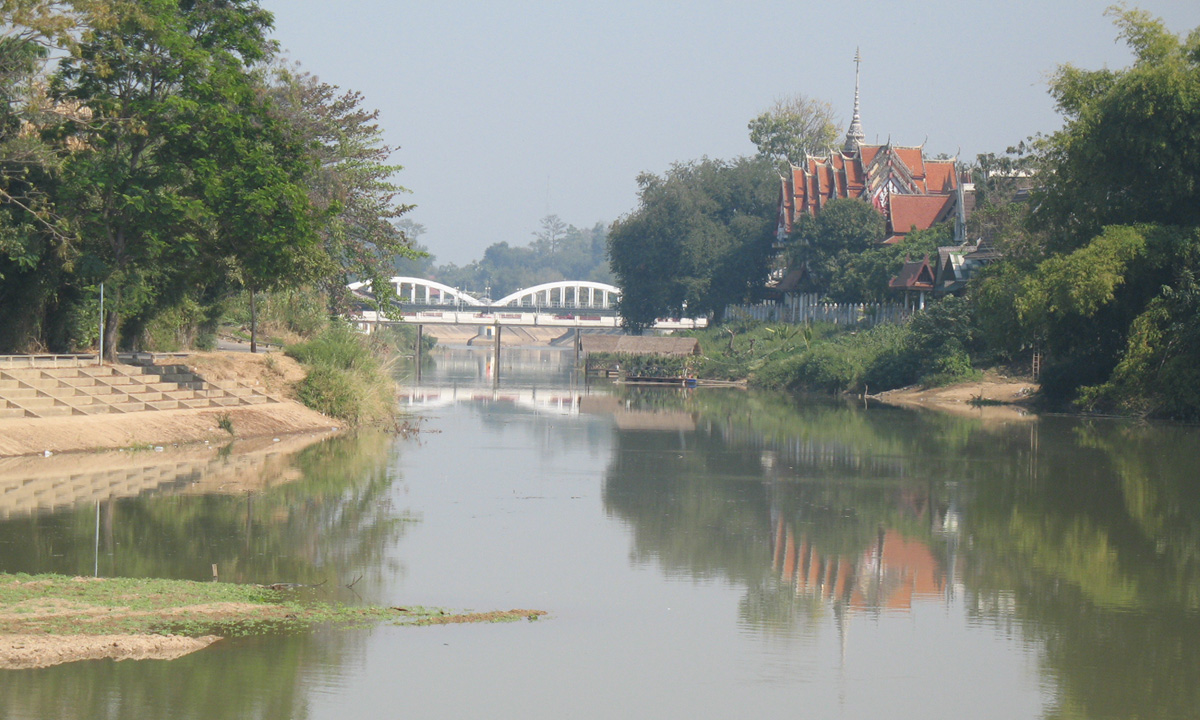
نهر وانج في مدينة لامبانغ

تقع لامبانغ بمحاذاة نهر وانج، وتحيطها سلاسل جبلية.
من أهم الحدائق الوطنية في لامبانغ: ثام فا تاي، شاي سون، ودوي كون ثان.

## الشعار
شعار المحافظة يصور ديك أبيض يقف عند مدخل معبد برا ذات لامبانغ لوانج.

## الاقتصاد
تشتهر لامبانغ بإنتاج خزف وعمليات التعدين.
هناك أكثر من 200 مصنع سيراميك داخل وحول مويانج لامبانغ. أغلبية المصانع تصنف كمصانع صغيرة أو متوسطة الحجم.
أكبر منشأة للطاقة تقع في منطقة ماي مو بالقرب من منطقة تعدين الليجنيت. المنشأة تستخدم معدن الليجنيت كوقود للطاقة. تعد عمليات تعدين حجر الكلس إحدى أهم النشاطات التعدينية في لامبانغ.
زراعياً، تشتهر لامبانغ بإنتاج الأرز والأناناس.

## التاريخ
كانت لامبانغ في القرن ال7 جزء من العهد الديفارافاتي إبان مملكة هاريبونشاي. استولت عليها إمبراطورية الخمير في القرن ال 11، ولكن استطاع الملك مينجراي- ملك ليناتاي أن يضمها إلى مملكته عام 1292. بعد سقوط مملكة ليناتاي أصبحت لامبانغ تحت حكم البورميين، وأخيرا أصبحت جزء من تايلاند عام 1774.

## التقسيمات الإدارية
تنقسم المحافظة إلى 13 منطقة إدارية. وتنقسم المناطق إلى 100 بلدية و 855 قرية.
| 1. موانج لامبانغ 2. ماي مو 3. كو كا 4. سويم نجام 5. نجاو 6. شاي هوم 7. وانج نويا | 1. ثوين 2. ماي فرك 3. ماي ثا 4. سوب براب 5. مانج شات 6. مويانج بان |